# 尼古拉·福明
尼古拉·马克西莫维奇·福明（羅馬化：Nikolay Maksimovich Fomin，羅馬化：Mykola Maksymovych Fomin；1937年—），乌克兰工程师，曾在1981年至1986年切尔诺贝利核灾前担任切尔诺贝利核电站总工程师。

## 事跡
福明曾是苏共黨員，但因核災事件被开除。他的职业生涯始于扎波罗热核电站。1972年，他被調職到切尔诺贝利核电站工作。作为总工程师的福明批准了导致反应堆爆炸的涡轮机安全测试。不过，副总工程师阿纳托利·迪亚特洛夫才是此次试验的主要负责人。
福明于1986年4月26日凌晨4点左右获悉事故发生并参与灾后清理工作。随后他与核電廠厂长維克托·布留哈諾夫一同被蘇聯當局拘捕。對福明的审判原定于1987年3月24日开始，不過由于他自杀未遂，審判不得不多次推迟。在审判期间，福明將部分責任推給其他的負責人。最终，他和布留哈诺夫被判有罪，各被判处10年监禁。
在狱中的福明多次接受精神治疗。由于健康原因，他被獲准提前出狱，转入精神病院。出院后，他在加里宁核电站工作。自2000年退休以来，他与妻子、孩子和孙子同住在俄羅斯特維爾州乌多姆利亚。

## 在流行文化中
在电视剧《切尔诺贝利》中，福明一角由安德里安·羅林斯饰演。